# Zuurstof-14
Zuurstof-14 of 14O is een radioactieve isotoop van zuurstof. De isotoop komt van nature niet op Aarde voor.
Zuurstof-14 ontstaat door radioactief verval van fluor-15 en neon-16.

## Radioactief verval
Zuurstof-14 vervalt door bètaverval tot de stabiele isotoop stikstof-14:
{\displaystyle {\ce {{^{14}_{8}O}->{^{14}_{7}N}+{e^{+}}+{\nu }_{e}}}}
De isotoop bezit een halveringstijd van ongeveer 70,5 seconden.
12O · 13O · 14O · 15O · 16O · 17O · 18O · 19O · 20O · 21O · 22O · 23O · 24O · 25O · 26O · 27O · 28O